# Jehovove priče
Jehôvove priče so uradno registrirana verska skupnost, ki se ima sama za krščansko in temelji na Svetem pismu.
Verska skupnost ima mednarodne razsežnosti in ima po svetu (po lastnih trditvah in objavah) 8,6 milijona pripadnikov (podatek iz leta 2019).

## Značilnosti
So ena od krščanskih skupnosti, ki uporabljajo Sveto pismo z zgolj 39 knjigami Stare zaveze (namesto 46), ker ne priznavajo sedmih devterokanoničnih knjig ker so »apokrifne« oz. po njihovem prepričanju niso navdihnjene od Boga. Obenem pa zavračajo tudi temeljne verske resnice iz nicejsko-carigrajske veroizpovedi, ki velja za temeljno vodilo velike večine krščanskih cerkva. Jehovove priče so najbolj znani po oznanjevanju svoje vere in po revijah Stražni stolp in Prebudite se!, ki jih zastonj delijo ljudem.
Za Jehovove priče je pomembno, da njihovo verovanje temelji na Bibliji in ne zgolj na človeških domnevah oziroma religioznih veroizpovedih. Na 39 knjig Stare zaveze in 27 knjig Nove zaveze gledajo kot na navdihnjene od Boga in zgodovinsko točne. To, čemur ljudje na splošno rečejo Nova zaveza, imenujejo Krščanski grški spisi, Staro zavezo pa Hebrejsko-aramejski spisi. Opirajo se na oboje, grške in hebrejske spise, ter jih jemljejo dobesedno, razen kjer se iz izrazov oziroma sobesedila jasno vidi, da so napisani v prenesenem ali simboličnem pomenu. Verujejo, da so se mnoge biblijske prerokbe že izpolnile, nekatere se izpolnjujejo sedaj, druge pa se bodo še izpolnile.

## Zgodovina skupnosti
Novodobno skupnost je ustanovil Charles Taze Russel (1852-1916) kot skupino za preučevanje Biblije. Julija 1879 so izdali prvo številko revije Sionski stražni stolp in glasnik Kristusove navzočnosti. Leta 1881 so se uradno registrirali najprej z imenom Zion's Watch Tower Tract Society (Traktatna družba sionskega stražnega stolpa) pozneje pa kot Watch Tower Bible and Tract Society (Biblična in traktatna družba stražnega stolpa). Glavna skrb družbe je bila posvečena objavi traktatov o svetopisemskih temah. V tem času se je začelo tudi ponujanje tovrstne literature po sistemu »od vrat do vrat«. Jehovove priče še danes opravljajo to dejavnost, in sicer tako, da ljudi obiskujejo od vrat do vrat, da z vozički za literaturo stojijo v mestnih centrih in prek svojega uradnega spletnega mesta https://www.jw.org/sl/, ki je na voljo v več kot 900 jezikih.
Med prvimi člani novoustanovljene verske skupnosti so bili številni adventisti, ki so po zgrešeni napovedi o koncu sveta izstopili iz Adventistične cerkve. Glavni pobudnik le-te je bil William Miller, ki je na podlagi prerokbe iz Danielove knjige Dan 8,15 in načela »dan za leto« napovedal Kristusovo vrnitev med pomladjo 1843 in pomladjo 1844, dan prihoda pa je bil določen na 22. oktober 1844. Ko se to ni zgodilo, je ta datum postal znan kot »veliko razočaranje« (Great Disappointment)
Kmalu so Jehovove priče razvile svoj specifični verski nauk, v katerem pa še vedno igra pomembno vlogo pričakovanje skorajšnjega konca sveta. Russel je najprej napovedal Jezusov drugi prihod za leto 1914, pozneje pa za 1918. Jehovove priče so to imenovale sklenitev stvarnosti. Russel je umrl leta 1916 in ni dočakal neizpolnitve svoje druge prerokbe. Leta 1917 je bil za voditelja skupnosti izbran Joseph Franklin Rutherford (1869-1942).
Leta 1931 so začeli uporabljati ime Jehovove priče, po katerem so znani še danes. V tem času je prišlo tudi do večjih sprememb v njihovem verskem nauku. Leta 1933 so spremenili razlago prerokbe o koncu sveta v letu 1914 - po njihovem uradnem tolmačenju takrat ni šlo za trenutni vidni dogodek, pač pa je leta 1914 Jezus Kristus zavladal v nebesih in je sedaj Kralj. Istočasno pa je leta 1914 na naš planet Zemlja bil izgnan Satan hudič, Jehovov nasprotnik. In ker ima satan zelo malo časa, zdaj z hudo jezo povzroča vse vidne spremembe po celem svetu. 
Po Rutherfordovi smrti je prevzel vodstvo skupnosti Nathan Homer Knorr (1905-1977). Leta 1976 so namesto položaja predsednika uvedli kolektivni vodstveni organ.

## Verski nauki
Jehovove priče se srečujejo v prostorih, ki jih imenujejo kraljestvene dvorane. Kraljestvena dvorana je središče lokalne verske občine. Občine vodijo starešine, nadzorujejo pa jih okrajni nadzorniki. Imajo zelo natančno razdelano versko doktrino, ki zajema naslednja glavna verovanja:
- Jehovove priče verujejo, da je treba Boga imenovati z imenom Jehova, kar je po njihovem prepričanju edina pravilna razlaga hebrejskega tetragrama יהוה‎. Imena kljub vsemu ne izgovarjajo v izvirni hebrejski obliki Jehowa, pač pa od jezika do jezika različno (npr. angleško: Jehovah [beri: Džehouva], francosko Jéhovah [beri: Žeova], itd).
- Jehovove priče ne verujejo v Sveto Trojico, ker je v Svetem pismu (kot pravijo) ni mogoče najti. Po njihovem mnenju je Bog samo ena oseba - Jehova. Jezus je božji sin, ni pa Bog, temveč prvo ustvarjeno bitje, sveti duh pa Božja (Jehovova) dejavna sila.
- Jehovove priče verujejo, da je Biblija prava božja beseda in resnica, pri tem pa dajejo še poseben poudarek tolmačenju svetopisemskih prerokb. Zelo pri srcu jim je tudi zadnja knjiga Svetega pisma: Razodetje (Apokalipsa), saj je v njej polno prerokb o koncu sveta kot ga poznamo. Izdajajo tudi svoje (delne) prevode Svetega pisma (ki ne odstopajo bistveno od prevodov, ki jih priznavajo drugi kristjani).
- Jehovove priče verujejo, da bo ob koncu vsega tega sedanjega sistema, po Božji bitki imenovani Harmagedon[4] (glej Raz 16,16), 144000 ljudi (»mala čreda«) prišlo k Bogu v nebesa. Potem pa bo Bog na zemlji zopet obnovil raj, ki ga bo naselil z veliko množico vseh sedanjih in ostalih poštenih in pravičnih ljudi, kar jih je kdaj živelo. Hudobni ljudje pa bodo takrat prenehali obstajati. Dolgo časa so Jehovove priče verjele, da bo novi svet nastopil, še preden bo minil rod, ki je bil priča dogodkom iz leta 1914, z 8. novembrom 1995 pa so to dogmo izbrisali iz kolofona revije Prebudite se.
- Verujejo, da je treba dosledno spoštovati celotno (njihovo) Sveto pismo, pa tudi deset Božjih zapovedi v originalni obliki: prepovedano je čaščenje podob, uboji, kraje, prešuštvo itn.
- Verujejo, da je Jezus Kristus Bogu podrejen, da je bil ustvarjen, da je bil usmrčen na kolu (ne na križu - glej križanje), da se je s tem žrtvoval za ljudi, da je vstal od mrtvih kot nesmrtna duhovna oseba in je sedaj navzoč v nebesih kot kralj Božjega kraljestva in bo kmalu zavladal tudi nad celotno zemljo.
- Verujejo, da ni dovoljeno sprejeti v svoje telo krvi - niti skozi usta niti skozi žile. Zato zavračajo krvno transfuzijo, vendar sprejemajo nekatere alternative ali brezkrvne nadomestke.
- Verujejo, da je treba spoštovati človeške zakone, če niso v nasprotju z Božjimi zapovedmi. Zato odklanjanjo ubijanje, nošenje orožja (ugovor vesti) in tudi služenje vojaškega roka.
- Verujejo, da je veljaven samo krst odraslih ljudi (saj se le ti lahko sami odločijo za to) s popolno potopitvijo v vodo. Tak krst pogosto organizirajo kot množično prireditev.
- Verujejo, da je oznanjevanje Božje besede in resnice temeljna dožnost vsakega vernika, zato intenzivno širijo svoj nauk od vrat do vrat.
- Jehovove priče so prepričane, da vse ostale vere ne ravnajo v skladu z besedami iz Svetega pisma ali Biblije, zato je dialog z njimi nemogoč, zato zavračajo tudi ekumenizem.
- Člana, ki izstopi iz skupnosti ali jo javno kritizira, socialno popolnoma izobčijo in ga poskušajo diskreditirati, saj je po njihovem verovanju heretik. V številnih deželah (tudi v Sloveniji) zato obstajajo skupine bivših članov, ki pomagajo pri izstopu iz skupnosti Jehovovih prič.[5]

## Jehovove priče in krščanstvo
Nobena izmed katoliških cerkva (Rimskokatoliška cerkev, Evangeličanska cerkev, Pravoslavne cerkve, Katoliške cerkve vzhodnega obreda ter druge) ne priznavajo Jehovovih prič kot resnične krščanske skupnosti, predvsem zaradi njihovega zanikanja Svete Trojice oz. Božje troedinosti, ki velja za eno glavnih krščanskih dogem. Nekateri teologi zato Jehovove priče uvrščajo bližje judovski kot krščanski religioznosti.

## Jehovove priče v Kraljevini Jugoslaviji
Jehovove priče so začele delovati v Sloveniji (ki je bila del Kraljevine SHS in kasneje Kraljevine Jugoslavije, sredi dvajsetih let minulega stoletja. Med letoma 1925 in 1927 je bila v Mariboru aktivna majhna skupina (okoli 10-15 vernikov), katere člani so se zaradi prepovedi zbiranja sestajali zasebno. Leta 1928 so v Mariboru odprli prvo pisarno.

### Jehovove priče v Sloveniji
Jehovove priče so bile znane po uveljavljanju pravice do ugovora vesti in zavračanju služenja vojaškega roka (sedaj v ustavi), zaradi katerega so bili moški pripravljeni prestajati zaporne kazni.
Glede tega tudi v novi Jugoslaviji ni bilo nič drugače.
V Sloveniji naj bi bilo sedaj okoli 2000 pripadnikov Jehovovih prič, sedež imajo v Kamniku, kjer deluje njihova glavna pisarna.